# Écoles publiques de Brockton
Pour les articles homonymes, voir BPS.
Les Écoles publiques de Brockton  (Brockton Public Schools, BPS) sont un district scolaire du Massachusetts. Le district a son siège à Brockton. Le BPS a étudiants de pays hispanophones, d'Albanie, d'Angola, du Brésil, du Cambodge, du Cap-Vert, de Chine, de Corée, d'Haïti, d'Inde, du Laos, de Lituanie, du Pakistan, de Pologne, du Portugal, de Roumanie, de Russie, de Turquie et du Vietnam.
En 2010 Brockton High School a eu 4 100 élèves et était la plus grande école publique du Massachusetts.